# Malerzowice Wielkie
Malerzowice Wielkie (deutsch Groß Mahlendorf) ist ein Ort der Gmina Łambinowice in der Woiwodschaft Opole in Polen.

## Geographie

### Geographische Lage
Malerzowice Wielkie liegt im südwestlichen Teil Oberschlesiens im Falkenberger Land. Das Dorf Malerzowice Wielkie liegt rund zehn Kilometer nordwestlich vom Gemeindesitz Łambinowice, rund 19 Kilometer nordöstlich der Kreisstadt Nysa (Neisse) und etwa 36 Kilometer südwestlich der Woiwodschaftshauptstadt Oppeln.
Malerzowice Wielkie liegt in der Nizina Śląska (Schlesische Tiefebene) am Rande der Dolina Nysy Kłodzkiej (Glatzer Neiße-Tal) hin zur Równina Niemodlińska (Falkenberger Ebene). Westlich von Malerzowice Wielkie fließt die Nysa Kłodzka (Glatzer Neiße). Am Dorf führt die Landesstraße Droga krajowa 46 vorbei.

### Ortsteile
Zu gehört der nordöstlich liegende Weiler Dworzysko (Hohenhof).

### Nachbarorte
Nachbarorte von Malerzowice Wielkie sind im Nordosten Grabin (Grüben), im Südosten Szadurczyce (Schaderwitz), im Süden Bielice (Bielitz) und im Westen Sidzina (Hennersdorf).

## Geschichte
Der Ort wird 1284 erstmals urkundlich erwähnt. In dem Werk Liber fundationis episcopatus Vratislaviensis aus den Jahren 1295–1305 wird der Ort als Malerdorf erwähnt.
Nach dem Ersten Schlesischen Krieg 1742 fiel Groß Mahlendorf mit dem größten Teil Schlesiens an Preußen. Zwischen 1743 und 1817 gehörte das Dorf zum Landkreis Neisse.
1801 wurde in Groß Mahlendorf eine katholische Schule eingerichtet. Nach der Neuorganisation der Provinz Schlesien gehörte die Landgemeinde Groß Mahlendorf ab 1818 zum Landkreis Falkenberg O.S. im Regierungsbezirk Oppeln. 1845 bestanden im Dorf ein Vorwerk, eine Kapelle, eine katholische Schule und 61 Häuser. Im gleichen Jahr lebten in Groß Mahlendorf 429 Menschen, davon 12 evangelische. 1861 lebten 486 Menschen im Ort. 1865 zählte das Dorf 33 Gärtner und 27 Häusler. 1874 wurde der Amtsbezirk Bielitz gegründet, welcher aus den Landgemeinden Bielitz und Groß Mahlendorf und den Gutsbezirken Bielitz und Groß Mahlendorf bestand. 1885 zählte Groß Mahlendorf 394 Einwohner.
Am 1. Juli 1912 wurde der Amtsbezirk Groß Mahlendorf gegründet. 1933 hatte Groß Mahlendorf 487 Einwohner. 1934 wurden die Amtsbezirke Grüben und Groß Mahlendorf zum Amtsbezirk Grüben zusammengeschlossen. 1939 zählte Groß Mahlendorf 516 Einwohner. Bis 1945 befand sich der Ort im Landkreis Falkenberg O.S.
Die Rote Armee eroberte das Dorf am 15. März 1945. Danach fiel Groß Mahlendorf wie der größte Teil Schlesiens unter polnische Verwaltung. Nachfolgend wurde der Ort in Malerzowice Wielkie umbenannt und der Woiwodschaft Schlesien angeschlossen. Im Juni 1946 wurde die verbliebene deutsche Bevölkerung vertrieben. 1950 wurde es der Woiwodschaft Oppeln eingegliedert.  1999 kam der Ort zum neu gegründeten Powiat Nyski (Kreis Neisse). 2011 lebten in Malerzowice Wielkie 523 Menschen.

## Sehenswürdigkeiten
- Die römisch-katholische Kirche St. Laurentius (poln. Kościół św. Wawrzyńca) ist ein spätgotisches Kirchengebäude aus dem 16. Jahrhundert.[11] 1966 wurde das Gotteshaus unter Denkmalschutz gestellt.[12]
- Das Schloss Groß Mahlendorf wurde im 19. Jahrhundert erbaut.
- Der angrenzende Schlosspark wurde in der zweiten Hälfte des 18. Jahrhunderts angelegt. Dieser steht seit 1986 unter Denkmalschutz[12]
- Steinernes Wegekreuz